# Pär Hansson
Pär Hansson - nascido em Vejbystrand, em 22 de junho de 1986 - é um futebolista sueco que joga como guarda-redes.

Defende atualmente as cores do Helsingborgs IF, Suécia.

Está na seleção sueca desde 2011 .

## Títulos
Feyenoord
- Copa dos Países Baixos: 2015–16
- Campeonato Holandês: 2016–17
- Supercopa dos Países Baixos: 2017